# Chiesa dei Santi Ambrogio e Theodulo
La chiesa dei Santi Ambrogio e Teodulo è la parrocchiale di Stresa, in provincia del Verbano-Cusio-Ossola e diocesi di Novara; fa parte dell'unità pastorale di Gravellona Toce.

## Storia
Gli abitanti di Stresa ammiravano l'opera di apostolato di Sant'Ambrogio tanto da sceglierlo come loro protettore.
Ambrogio e Teodulo, compatroni della parrocchia di Stresa, parteciparono al concilio di Aquileia del 381 e al concilio di Milano del 390. S. Teodulo è un santo walser elevato dalla pietà popolare alla gloria degli altari, egli veniva invocato dai viandanti che andavano oltralpe attraversando l'impervio Sempione, rimase poi usanza popolare invocarlo contro i temporali e la grandine. San Teodulo è venerato anche in Val Formazza, nell'oratorio delle Cascate del Toce e in quello di Ranco, nella parrocchiale di Masera e in quella di Macugnaga e a Rimella.
Il 26 febbraio del 1786 iniziò la costruzione della chiesa che fu ultimata nel 1790 su disegno dell'abate Giuseppe Zanoia, di Omegna. 
L'8 settembre del 1812 venne consacrata da Monsignor Francesco Milanesi.

## Architettura

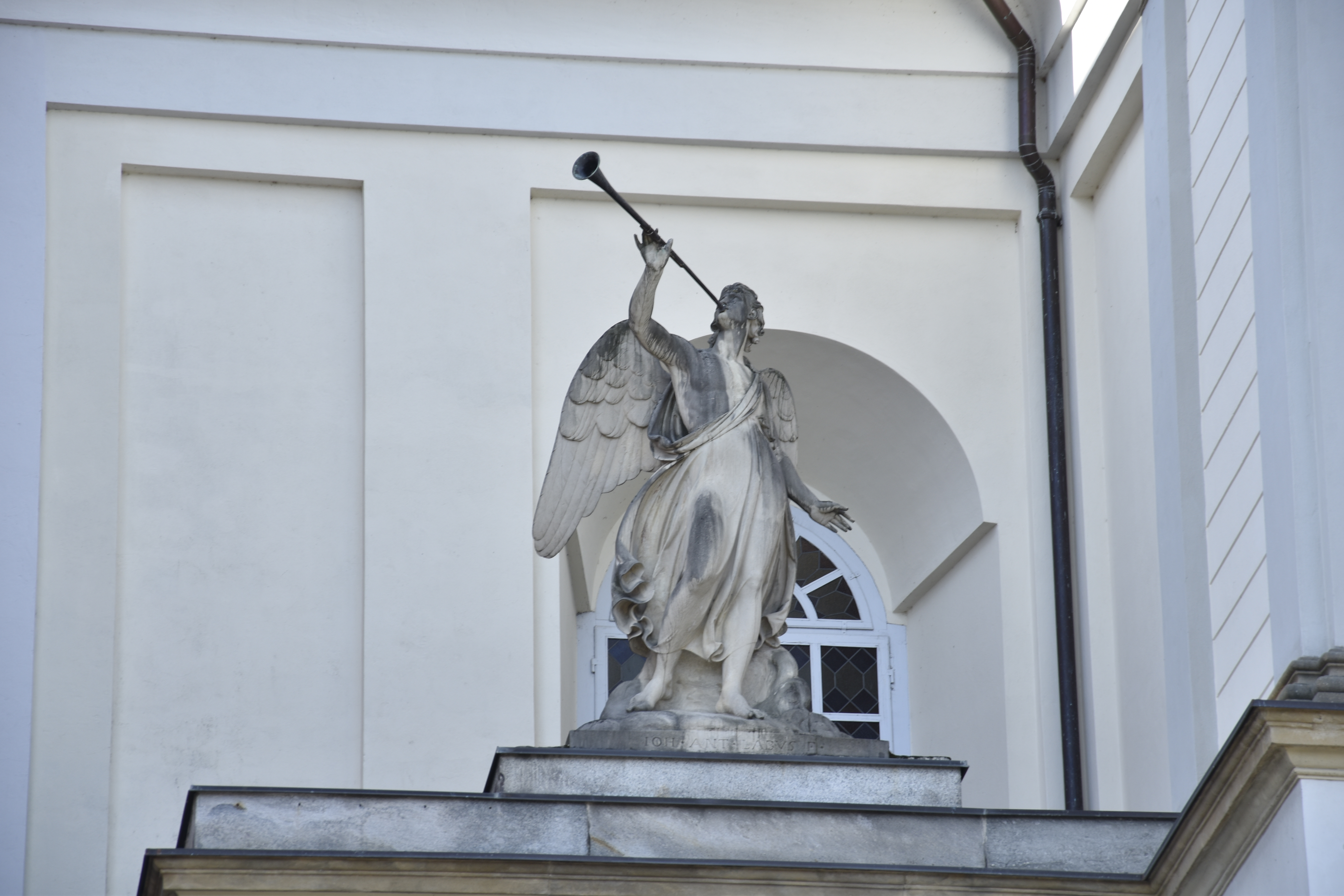
Uno degli angeli musicanti

Ha una pianta a croce greca con due ampie cappelle ai lati. La facciata che si estende su due livelli ha lesene di ordine corinzio e termina con un timpano. La partitura centrale da cui si accede è aggettante rispetto alle ali laterali che nel secondo livello presentano due statue di angeli musicanti. 
All'interno ha tre altari in marmo riccamente decorati e due tribune che guardano il presbiterio provvisto di un coro corrispondente. In fondo alla chiesa il battistero, a forma di elegante tempietto, presenta una finestra colorata con dipinto il Battesimo di Gesù Cristo. Sul lato sinistro la chiesa si unisce all'oratorio. Sul lato destro invece si trovano la sacrestia e il campanile. 
Lavori di restauro sono stati condotti dal 1956 al 1959.